# Basilica di Santa Maria Gloriosa dei Frari
De Basilica di Santa Maria Gloriosa dei Frari is een grote gotische kerk met campanile uit de 14de eeuw aan de Campo dei Frari in het stadsdeel San Polo van Venetië in Italië.
In de kerk bevindt zich boven het hoogaltaar het schilderij Maria-Tenhemelopneming van Titiaan. Ook vindt men daar de Pesaro-Madonna uit 1526, eveneens geschilderd door Titiaan. In de sacristie zijn Agar nel deserto confortata da un angelo (Desert Agar getroost door een engel), uit XVIII van Giambattista Pittoni en het drieluik Madonna met kind tussen St-Nicolaas, St-Petrus, St-Marcus en St-Benedictus uit 1488 van Giovanni Bellini te zien. Verder bevindt zich een beeld van Johannes de Doper (1554) van Jacopo Sansovino en een houten versie van Donatello in de kerk.
Er zijn diverse kapellen zoals de Capella Bernardo met de drieluik Madonna della Salute van Bartolomeo Vivarini uit 1482, Capella di San Giovanni Battista, Capella dei Milanesi, Capella San Marco o Corner.
In de kerk is het driehoekige marmeren graf van de beeldhouwer Antonio Canova en het grafmonument van de kunstschilder Titiaan. Verder zijn er diverse grafmonumenten zoals van Jacopo Marcello, Beato Pacifico, Doge Francesco Foscari, Doge Giovanni Pesaro (beeldhouwwerk Josse de Corte) en Doge Niccolo Tron. Ook bevindt zich in deze kerk het graf van de componist Claudio Monteverdi.

## Galerij

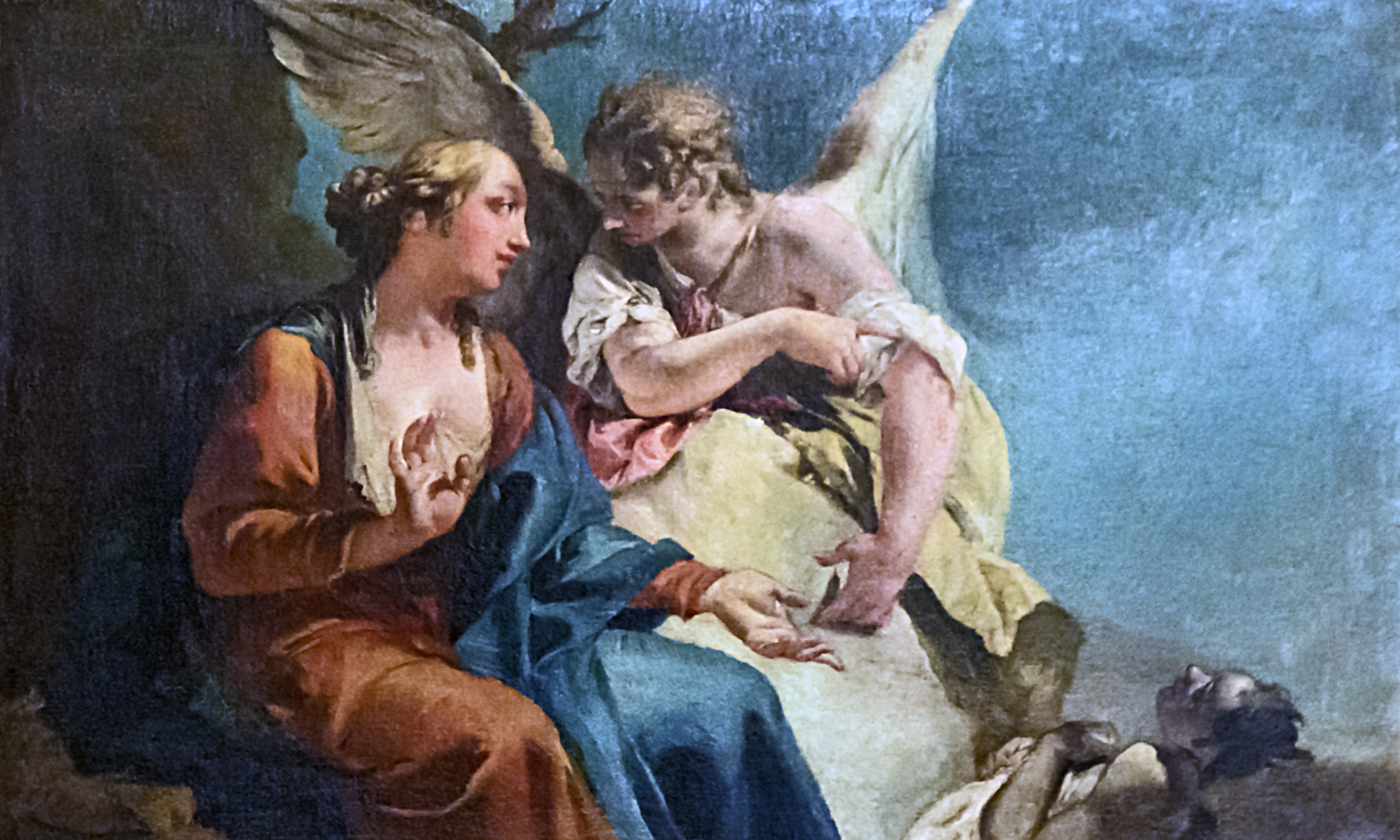
Hagar in the desert, Giambattista Pittoni, 1720
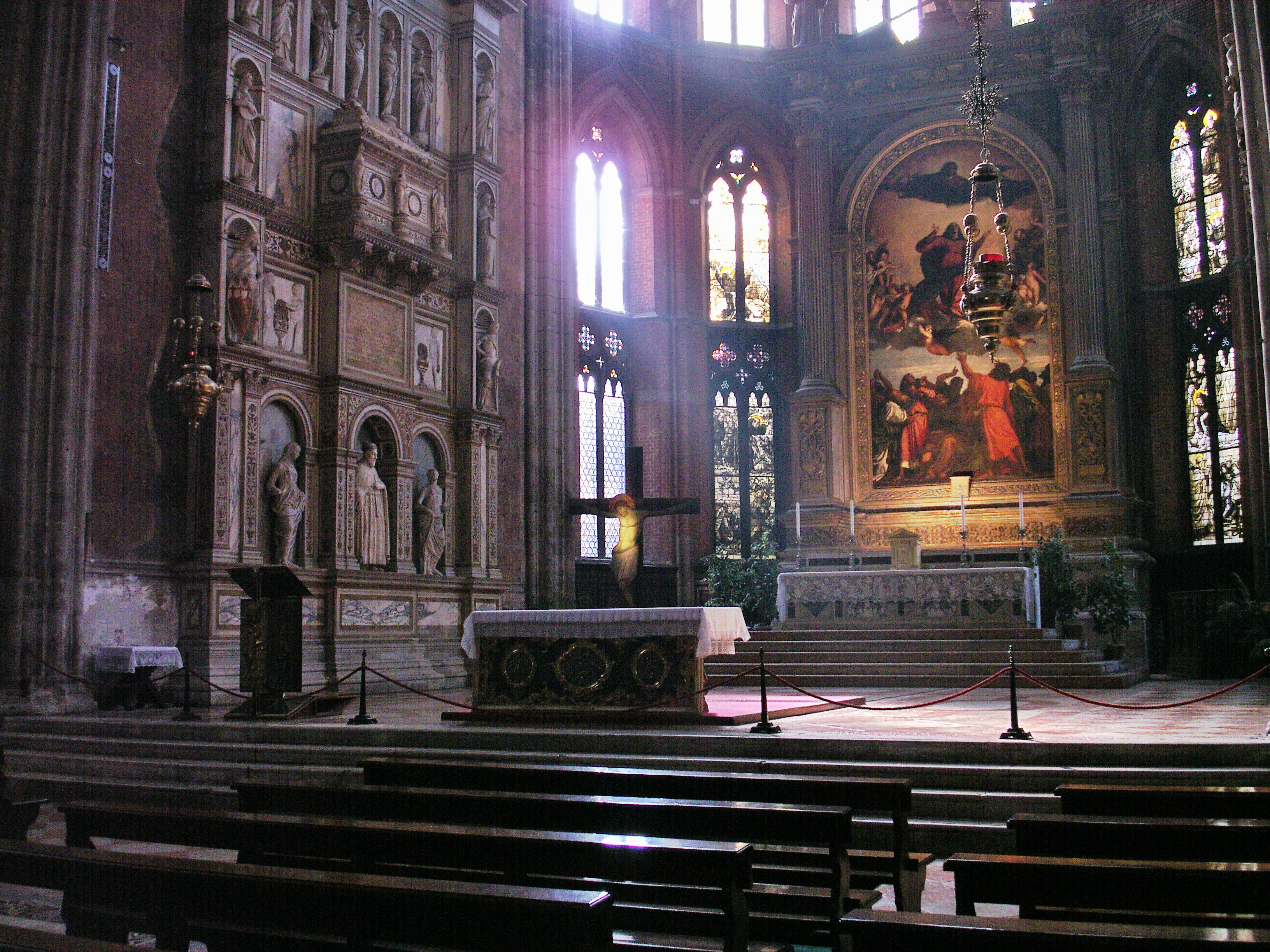
hoofdaltaar met Maria-Tenhemelopneming
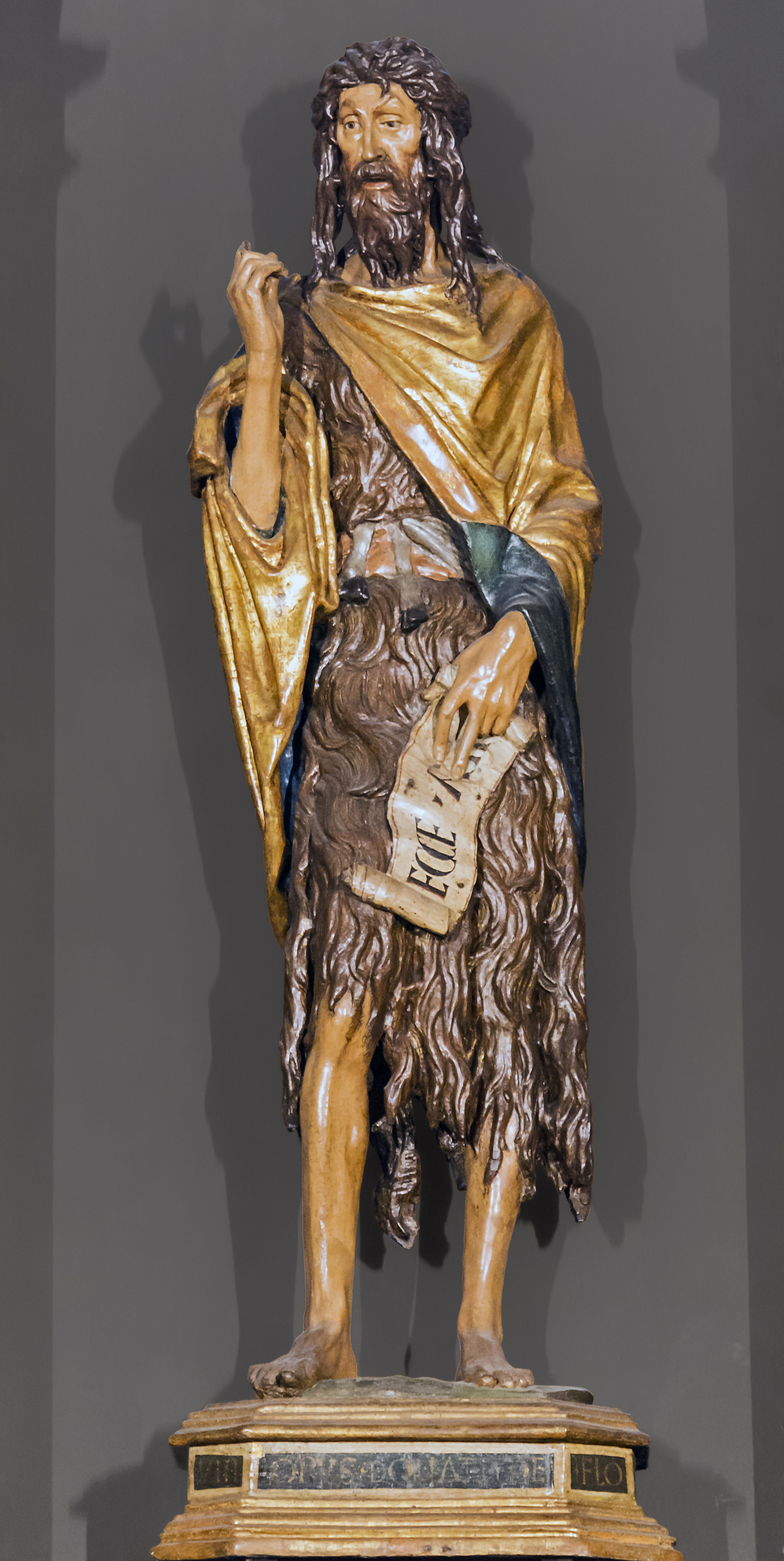
Johannes de Doper - Donatello